# Orleans Motor
Orleans ist ein ehemaliger britischer Hersteller von Automobilen.

## Unternehmensgeschichte
Das Unternehmen Orleans Motor Co Limited aus Twickenham übernahm 1905 die New Orleans Motor Co Limited. 1910 wurde die Produktion eingestellt.

## Fahrzeuge
1906 gab es das Vierzylindermodell 22 HP sowie den 30 HP mit Vierzylindermotor und 8719 cm³ Hubraum. Ab 1907 wurde das Sechszylindermodell 35 HP mit 6843 cm³ Hubraum angeboten.